# 渡邊純子
渡邊 純子（わたなべ じゅんこ）は、日本の経済学者。専門は日本経済史・経営史。京都大学大学院経済学研究科教授。

## 人物・経歴
1989年北海道大学経済学部卒業。北海道大学で修士（経済学）を取得し、1994年北海道大学大学院経済学研究科博士課程単位取得退学、北海道大学経済学部助手。1997年東京大学大学院経済学研究科助手。1998年静岡大学人文学部助教授。2002年電気通信大学電気通信学部助教授。2004年京都大学大学院経済学研究科助教授。2005年パリ第7大学客員研究員。2011年京都大学博士（経済学）、ハーバード大学エドウィン・O・ライシャワー日本研究所客員研究員。2012年京都大学大学院経済学研究科教授、東京大学大学院経済学研究科客員准教授。2016年日本電産監査役。2019年京都大学大学院経済学研究科経済資料センター運営委員会議長。2020年モロゾフ取締役（監査等委員）。

## 著書
- 『産業発展・衰退の経済史 : 「10大紡」の形成と産業調整』有斐閣 2010年

### 共著
- 『アジア・太平洋戦争事典』（吉田裕, 森武麿, 伊香俊哉, 高岡裕之編）吉川弘文館 2015年
- 『住友近代史の研究』（下谷政弘監修, 住友史料館編）ミネルヴァ書房 2020年

### 訳書
- ロベール・ボワイエ他編『脱・グローバリズム宣言』（山田鋭夫と共訳）藤原書店 2002年
- ピエール・ブルデュー著『住宅市場の社会経済学』（山田鋭夫と共訳）藤原書店 2006年